# Playa de Weymouth

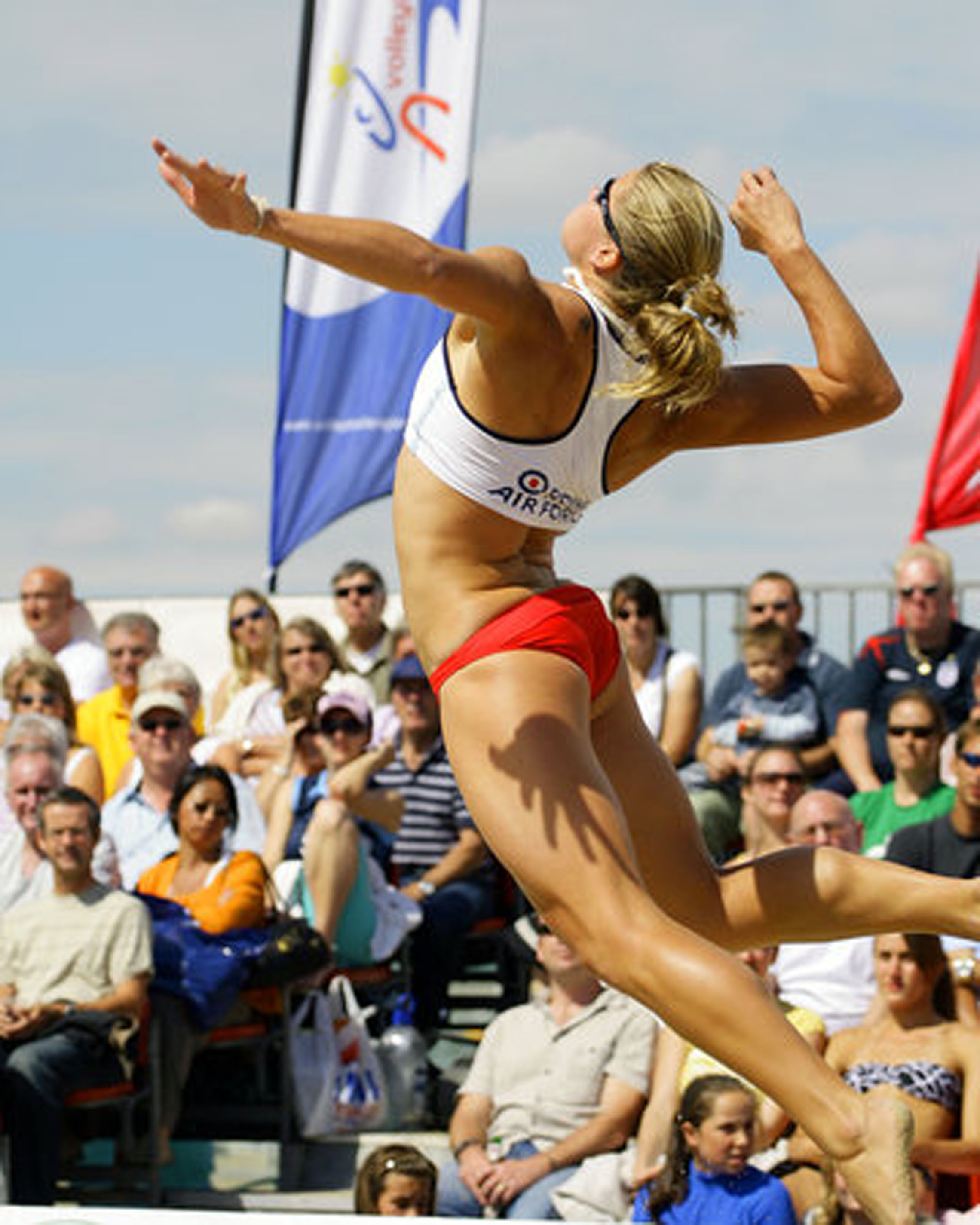
El vóley playa es un juego clásico en la playa de Weymouth.

La playa de Weymouth (en inglés: Weymouth Beach) es un arco de arenas doradas suavemente curvado que se ubica en la bahía de Weymouth, junto a la ciudad de Weymouth, en Dorset, Inglaterra. Su inclinación hacia el mar también es muy gradual y las aguas son poco profundas y con olas pequeñas. 
La playa es a menudo frecuentada con fines terapéuticos; el rey Jorge III solía acudir a la misma cuando estaba enfermo. Además de para bañarse en sus aguas, la playa es utilizada para practicar motocross y vóleibol: campeonatos internacionales de vóleibol toman lugar en este lugar con frecuencia.
La playa cuenta con las atracciones tradicionales de un destino turístico marino inglés, incluyendo paseos en burro, obras de títeres de Punch y Judy, esculturas de arena, camas elásticas, una pequeña feria para niños, etcétera.